# Tjeckoslovakien i olympiska vinterspelen 1972
Tjeckoslovakien deltog med 41 deltagare vid de olympiska vinterspelen 1972 i Sapporo. Totalt vann de en guldmedalj och två bronsmedaljer.

## Medaljer

### Guld
- Ondrej Nepela - Konståkning.

### Brons
- Helena Šikolová - Längdskidåkning, 5 kilometer.
- Vladimír Bednár, Josef Černý, Vladimír Dzurilla, Richard Farda, Ivan Hlinka, Jiří Holeček, Jaroslav Holík, Jiří Holík, Josef Horešovský, Jiří Kochta, Oldřich Machač, Vladimír Martinec, Václav Nedomanský, Eduard Novák, František Pospíšil, Bohuslav Šťastný, Rudolf Tajcnár och Karel Vohralík - Ishockey.